# أدولفو فرنانديز بوستامينت
أدولفو فرنانديز بوستامينت (بالإسبانية: Adolfo Fernández Bustamante)‏ هو كاتب سيناريو ومخرج مكسيكي، ولد في 27 سبتمبر 1898 في مدينة فيراكروز في المكسيك، وتوفي في 27 سبتمبر 1957 في مدينة مكسيكو في المكسيك.

## وصلات خارجية
- أدولفو فرنانديز بوستامينت على موقع IMDb (الإنجليزية)
- أدولفو فرنانديز بوستامينت على موقع قاعدة بيانات الفيلم (الإنجليزية)